# La Poupée russe
Pour les articles homonymes, voir Les Poupées russes et Matriochka.
La Poupée russe (Pupa russa), publié en 2004, est un roman de l'écrivain roumain Gheorghe Crăciun.

## Résumé
Le récit porte sur l'adolescence de Léontina, sa formation, principalement son éducation sentimentale et sexuelle, au lycée. Le texte alterne la seconde (tu / vous) et la troisième (Léon, Tina) personne, simule des flux de pensée (d'elle-même et de certains de ses partenaires) et intègre des notes de l'auteur et des compositions ou rédactions scolaires.

### Enfance
De temps en temps, ton enfance recommence (p. 167). De la petite enfance, au village, au gré des souvenirs, émergent quelques épisodes :
- les jeux de langage avec les voisins, avant de savoir vraiment lire et écrire, avec les sonorités,
- les raclées dès huit ans par le père, et les fuites dans la remise à pleurer et observer le monde entre deux planches,
- le grenier de la maison, la charpente, les odeurs, les sacs de grains, la caisse aux livres,
- la ceinture d'aiguisage du rasoir du père,
- les toilettes au cabinet de jardin,
- le souvenir des goûts, des odeurs, des gestes (p. 199), des peurs,
- les odeurs de cave, de cellier, du jardin, des appentis,
- la tante et marraine Léontine, qui s'est exilée en Amérique, et tient un magasin,
- le nettoyage mensuel de toute la salle de classe, dès six ans,
- l’enfance méprisée, détestée, ton village au bas de la montagne, un monde dans le paradigme millénaire de la vie (p. 79),
- la caravane cinématographique (p. 62),
- la rivière Mursa, le ruisseau Runcu,
- les petits plaisirs, cul de poule, mouche en encrier, menthe sauvage, flâneries, plongeon à l'écluse, pomme de terre dans le goudron chaud, luge, toiles d'araignées...
- la première prise de vin chaud à une soirée de décorticage de maïs,
- la première fois, les premières règles,
- la collectivisation au village (p. 62), d'après une composition, après le retournement du 23 août 1944
- la découverte d'un parachute mal enterré par un groupe d'enfants, voisins et amis, le jeu, l'intervention du camarade gendarme Iovita, la reprise par des commissions, avec enquêtes, interrogatoires des enfants et des parents, surtout sur l'espion américain dont la nuisance est attestée par ce parachute,
- l'arrestation du père, emprisonné pour des activités illégales (comme construire des maisons et des murs, des étables et des entrepôts, sans avoir l'autorisation d'exercer en tant que maçon (p. 107),
- les conséquences : retrait de statut de pionnière, relations villageoises perturbées,
- les labours avec le grand père, à califourchon à cru sur un des deux chevaux, Murgu et Cezar,
- la grand-mère Anuta endormie en plein soleil,
- la mort d'un putois par le grand-père,
- l'école, les leçons, les rédactions...

### Lycée
La première partie couvre les années-lycée à S* , en huit chapitres : Ouverture, Nom, Image, Note de l'auteur, Amusement et badinage, Hirondelle, Splendide en vie, La jeune fille se lève. Parmi les nombreuses scènes :
- l'arrivée de la nouvelle, en petite paysanne, air sobre de fille sage et effarouchée, à peine contaminée par les perturbations déroutantes de la féminité (p. 121),
- la surprise des filles vite boushbé, le koudeufoudreu de la Saxonne Brunhilde,
- le baptême collectif au grenier (p. 49),
- l’internat aux murs médiévaux,
- la grande malle en cuir cachée du grenier, avec drapeau et uniforme d'officier nazi, et les rituels suivants (p. 189), avec Camelia Argatu d'abord, puis avec les autres...
- l'école, l'ennui, l'attente, les pauses, les matchs, les entraînements (p. 109)...
- la sensibilité fougueuse, les amitiés, les amours, en toute impudeur et toute irresponsabilité...

Après un scandale en salle de repassage, elle accepte le poste proposé de Secrétaire de l'Union des jeunesses communistes du lycée, et une chambre en ville chez l'habitant, pour échapper à Brunhilde et à ses accès de frénésie.
Leontina est une écorce à double noyau, Tina et Leon (p. 185), celle du bas, vivante, follement vivante et sexuelle, et celle du haut, pétrifiée, froide, ironique (p. 176) ; dans son être de femmelette parlait un adolescent rancunier et timide (p. 315).

### Université
La seconde partie traite des années-université à Bucarest, et au-delà, en douze chapitres :Altération, Note de l'auteur, Incision, Dans la cabane quand nous y sommes, Femme, C'est le jour, À la guerre et à la maison, Note de l'auteur, En avant, Autour de ma poitrine, Vertige, Gloire.
Amitiés, amours, études, sport... Ce pourrait être une vie michto, [...] le paradis sur terre (p. 156), c'est plus souvent la vulagrité affichée, une agression ininterrompue : son corps dissimulait une cellule photoélectrique qui déclenchait automatiquement les regards des hommes (p. 160), tous des libidineux (p. 236).
Un jour, un agent en civil de la Securitate l'aborde , déclare tout savoir d'elle, avec dénonciations, preuves, photos, et la charge, comme tant d'autres, de mission d'observation de diverses personnes (p. 167). Comme sa tante Teo...
Elle devient responsable aux questions sportives de l'Union des Étudiants Communistes de Roumanie, elle se mobilise et mobilise : Elle se prostituait à bon escient. Elle vivait comme tout le monde (p. 209 Un peu de souffrance, un peu d'écœurement, [...] les petits compromis du quotidien (p. 219).

### Vie adulte
La troisième partie, en sept chapitres (Le fruit du travail, Note de l'auteur, Nuit, Et moi en Arcadie, Terre Neuve, Vers l'astre, et Je suis venu , je suis venu, viens) s'intéresse à Leontina d'après trente ans : professeur d'éducation physique en école communale, séjour en sanatorium, retrouvaille avec Hristu, installation à Bucarest (rue du Jardin-aux-chevaux), maternité. La petite Berta pour laquelle elle éprouve d'abord une terrible répugnance accompagne son évolution : elle avait les mains d'une vieille aux ongles violacés, cassants et ternes (p. 393).
De son bref passage au sanatorium du docteur Minea vers 1980 lui reste cet essai d'écriture-thérapie. En pourraient témoigner certains des passages en colonne double du début du texte mais surtout de la fin, avec des textes tour à tour enfantins (langues de garçonnets et de fillettes), poétiques (listes, sensations (p. 165), herbes (p. 163), critiques (langue de bois, cadre pour discours, il faut...) ou de divagation avec les fantômes protéiformes de [s]on passé : elle n'avait plus de crédit mémoire syllabes pour dire ce qui la faisait souffrir (p. 310).
Leontina est loin désormais de l’éducation spartiate, de l’insolence juvénile, de la garçonnette. Elle n'est plus une poule de luxe, une femme fatale, une provocatrice (p. 163), ni débauchée, obsédée, ni Tina Pervertina : insatisfaction, frustration, culpabilité, révoltes stériles, désespoir, atroce envie de se punir... L'âme : emplacement du dégoût, espace vital où pataugeait la nausée (p. 388).

## Personnages
- Leontina Gurann née en 1949, 17 ans en 1966, lycéenne, basketteuse, personnage principal
  - la mère, qui coud, pleure et ne la bat pas, un être silencieux, un robot multifonctionnel (p. 181)
  - le père, maçon non déclaré, qui la bat (raclée, ceinture) et lui parle,
  - les grands-parents : Anastase Rusmanica (Tase, innocence enfantine), Marcu, Anuta, Profira (seconde épouse)
  - les oncles : Mitica (chauffeur)
  - la tante Teodora, ses manies de psychiatre, jeune retraitée, sa nonchalance, ses négligés, son appartement à Bucarest
  - les cousins : l'impertinent Valer
- au village, pour le parachute : les garçons Ghinea et Tavic, les filles Tati et Sanda
  - Linda Mohora, professeure au collège
- au lycée de S. (sans doute Sighișoara), en 1965-1968 :
  - Ernest Hermel (directeur), Kolontay (censeur), Mironiu (doyen)
  - Ilse, Cami, Ildi, Miha, Anne, Cori, les six autres filles de la chambrée de l'internat
  - Brunhilde, surveillante nymphomane aux grosses lèvres charnues, aux dents de chien sauvage, soubrette médiévale de tes hallucinations charnelles, pédophile, énorme, paresseuse, angélique et blonde, le monstre à la tête de lézard et aux seins de matrone roumaine, femme vampire (p. 28)
  - les filles de la chambre commune de l'internat : Anne Maria Schmidt, Nicoleta Deleanu, Emilia Sabau, Isabella Teutsch, Agnes Popazu, Crina Minea
  - d'autres étudiant(e)s : Rosine, Mathilde, Clément, Hilaire, Gertrude, Édouard, Joseph, Irmgarde, Alexandra, Léa, Thuribe, Catherine, Wilhelm, Maximin, Ferdinand, Pétronilla, Markus, Romuald, Silverius, Aloisius, Paulinus, Edeltrand,
  - les professeurs : le mâle Oravitan (sport), Carmen Ionescu (biologie), Horatiu Malinas (anatomie) (et son épouse Elena),
  - Klaus Favel, l'entraîneur étranger lors de la sortie à Krems (Autriche) en 1968,
  - les hommes
    - Mircea Nematu (p. 133), homme grand et gros, aux mollets flasques et tremblotants, une espèce de jeune mollusque, à la peau blanche,
    - Tavi Lohon (p. 141), nouvel entraîneur, hommasse musclée à quéquette de lévrier,
    - Constantin Greavu (p. 142), mari de la logeuse,
- à l'Université de Bucarest :
  - ses deux camarades de chambrée au meilleur bloc d'immeubles de la cité universitaire du 6 mars
    - Piri, frimousse de renard, une petite renarde montée sur ressort,
    - Lu-y, Melania, cheval docile et blond aux pupilles protubérantes et somnolentes, belle fille, bien bâtie, à gros problème de dentition, dépourvue en apparence de toute attractivité érotique, incorrigible rêveuse, une corpulence lascive, lumineuse, légère, qui se fondait dans des mouvements veloutés (p. 157),

  - le professeur-docteur Hristu Darvari (1938-), sa mère Haricleea, sa sœur Visanta, sa bonne Sofica,
  - le capitaine Paraschiv, de la Securitate,
- ensuite :
  - Constantin Greanu, Codrin Castoeca,
  - Anghel Corp, le camarade des "cultes",
  - Dorin Mares, inspecteur,
  - Daniel Raicu, avocat,
  - Dan Iacomir, un pauvre professeur de littérature roumaine, un monstre de cynisme de circonstance (p. 295),
  - Corci Ambrus, violoniste de la philharmonie de la ville,
  - et tant d'autres, dont elle ne se souvient pas.